# Chanat-la-Mouteyre
Chanat-la-Mouteyre är en kommun i departementet Puy-de-Dôme i regionen Auvergne-Rhône-Alpes i centrala Frankrike. Kommunen ligger i kantonen Royat som tillhör arrondissementet Clermont-Ferrand. År 2022 hade Chanat-la-Mouteyre 949 invånare.

## Befolkningsutveckling
Antalet invånare i kommunen Chanat-la-Mouteyre
| Referens: INSEE |